# ナイム・サダヴィ
ナイム・サダヴィ（Naeim Saadavi Saad、1969年6月16日 - ）は、イランの元サッカー選手。元イラン代表。ポジションはディフェンダー。

## 来歴
1996年4月にイラン代表デビュー。AFCアジアカップ1996では5試合に出場、3位となった。1998 FIFAワールドカップ・アジア予選・大陸間プレーオフでは2試合に出場、5大会ぶりのワールドカップ出場権を獲得した。1998 FIFAワールドカップでも1試合に出場した。イラン代表で26試合に出場、1得点をあげた。

## 代表歴

### 出場大会
- イラン代表
  - 1998 FIFAワールドカップ

### 試合数
- 国際Aマッチ 26試合 1得点（1996年-1998年）[1]

| イラン代表 | 国際Aマッチ | 国際Aマッチ |
| 年         | 出場        | 得点        |
| ---------- | ----------- | ----------- |
| 1996       | 16          | 1           |
| 1997       | 4           | 0           |
| 1998       | 6           | 0           |
| 通算       | 26          | 1           |